# Patricia Jones
Patricia Jones, född 16 oktober 1930 i New Westminster, död augusti 2000, var en kanadensisk friidrottare.
Jones blev olympisk bronsmedaljör på 4 x 100 meter vid sommarspelen 1948 i London.